# Gran Enciclopedia Soviética
La Gran Enciclopedia Soviética (en ruso: Большая советская энциклопедия, abr. БСЭ, romanizado: Bolshaya soviétskaya entsiklopédiya, abr. BSE) es una de las más extensas publicadas de cualquier época en ese idioma eslavo.
Históricamente fue publicada por una editorial de la desaparecida Unión Soviética que estaba especialmente abocada a su desarrollo y edición, llamada simplemente Soviétskaya entsiklopédiya («Enciclopedia soviética»). Debido justamente a su origen, la obra tenía un sesgo a favor del marxismo-leninismo, la ideología oficial del sistema soviético.

## Ediciones
La Gran Enciclopedia Soviética tuvo tres distintas ediciones a lo largo de sus varias décadas de existencia:
- La primera edición, de 65 volúmenes (65 000 artículos, es decir, unos mil por tomo) además de un volumen adicional especial y específicamente dedicado a la Unión Soviética), fue publicado entre 1926 y 1947, en pleno auge del estalinismo. Su redactor jefe fue, hasta el estallido de la Gran Guerra Patria (invasión nazi de la URSS) en 1941, Otto Schmidt. En términos histórico-cronológicos, coincidió con el período del auge del estalinismo en la URSS.

- La segunda edición de 50 volúmenes (100 000 artículos y un tomo adicional dedicado a la Unión Soviética) fue publicada entre 1950 y 1958, siendo los redactores jefe Serguéi Vavílov (hasta 1951) y Borís Vvedenski (hasta 1969); dos volúmenes extras, a modo de índice, fueron publicados en 1960. Cronológicamente, coincidió con la bisagra histórica entre el régimen de Iósif Stalin y la parcial liberalización cultural de la desestalinización lanzada por el posterior líder soviético Nikita Jruschov, que sería conocida con el nombre de «deshielo» (en ruso о́ттепель, transliterado como Óttepel).

- La tercera edición (apodada la Edición Roja), publicada entre 1969 y 1978, fue de 30 volúmenes (ofreciendo 100 000 artículos y un volumen adicional para el índice, publicado en 1981). El volumen 24 de esta edición fue editado en dos tomos, estando uno de ellos exclusivamente dedicado a la Unión Soviética. Ésta, la última edición, cuenta con alrededor de 21 millones de palabras (poco más de mitad de la Encyclopædia Britannica),[1] y su redactor jefe fue, desde 1969, Aleksandr Prójorov. Históricamente su publicación coincidió con el período de estancamiento de Leonid Brézhnev.

Entre los años 1957 y 1990 se publicó un anuario adicional, que permitía a la enciclopedia estar actualizada con los últimos datos históricos y demográficos de todos los países del mundo.
La primera publicación en línea, reproducción exacta del texto e imágenes de la tercera edición, fue publicada electrónicamente en el año 2000, y está disponible por suscripción a través del sitio web Rubricon.com.

## Rol y propósito de la GES dentro de la sociedad soviética
El prefacio del primer volumen de la segunda edición (la de 1950) de la Gran Enciclopedia Soviética (GES) comenzaba con esta categórica y muy ambiciosa afirmación:

“La Unión Soviética se ha convertido en el centro del mundo civilizado”

La GES, junto a la mayoría de los otros libros y publicaciones soviéticos, estaba dirigida hacia la “promoción de los objetivos del Partido [Comunista] y del Estado”. El decreto emitido en 1949 (aún en pleno período estalinista), para formalizar el lanzamiento de  la segunda edición de la GES, proclamaba:

“La segunda edición de la Gran Enciclopedia Soviética debería elucidar ampliamente las victorias del socialismo en nuestro país, que han sido logradas en la URSS. en los campos de la economía, ciencia, cultura y arte. Con su exhaustiva completitud debe mostrar la superioridad de la cultura socialista sobre la del mundo capitalista. Operando sobre la base de la teoría marxista-leninista, la enciclopedia debería brindar las críticas del Partido [Comunista] a las tendencias burguesas contemporáneas en varios campos de la ciencia y técnica”

En apoyo de tal misión, la GES describía el rol que debía tener la educación en la Unión Soviética:

“Para desarrollar en las mentes de los niños la moral e ideología comunista, y el patriotismo soviético; para inspirar el amor inconmovible a la patria soviética, al Partido Comunista y a sus líderes; para propagar la vigilancia bolchevique; para poner énfasis en la educación atea e internacionalista; para reforzar la voluntad y el carácter bolcheviques, así como también el coraje, la capacidad para resistir la adversidad y superar los obstáculos; para desarrollar la autodisciplina; y para alentar la cultura física y estética”

La GES era tan central para la propagación de la «perspectiva marxista-leninista» que sus editores respondían directamente ante el Consejo de Ministros de la URSS. No obstante, luego de la paulatina caída en desgracia del estalinismo, después del célebre discurso secreto de Nikita Jrushchov del 25 de febrero de 1956, la presencia de Stalin dentro de la GES fue gradualmente menor, hasta llegar a desaparecer en algunos artículos específicos.
Como sucedía con todas las obras publicadas dentro del territorio de la Unión Soviética (en particular las que tratasen temas ideológicamente sensibles dentro de las ciencias sociales), la propia GES estaba sujeta a la censura por el Primer Directorio para la Preservación de Secretos del Estado en las Publicaciones (“Glavlit”), que a su vez era una rama del Consejo de Ministros. La censura que existía dentro de la URSS para toda clase de publicaciones era defendida como “constructiva” por la GES, como lo demuestra las siguientes dos  citas, tomadas de su segunda edición:

“La Gran Revolución Socialista de Octubre” puso fin tanto al la censura zarista como a la burguesa... La censura en la Unión Soviética es de un carácter totalmente diferente a la censura en los Estados burgueses [occidentales]”

”Es un órgano del Estado socialista, y su propósito es evitar que los secretos militares y estatales aparezcan impresos y evitar la publicación de materiales sujetos a dañar los intereses del pueblo trabajador [comunista]”

Las anteriores citas confirman el gran sesgo procomunista de la GES el cual "es evidente en casi todos los temas consultados” al tratarse de una publicación ejecutada directamente bajo los auspicios del gobierno soviético y sujeta a sus mecanismos de censura.

## Damnatio memoriae(Condena de la memoria)
Iósif Stalin falleció el 5 de marzo de 1953, generando un lento pero efectivo deshielo cultural, que se iría consolidando en los meses y años siguientes. Una de las primeras consecuencias derivadas de los nuevos tiempos que comenzaban fue la casi inmediata caída en desgracia, detención y posterior ejecución, de Lavrenti Beria, la notoria cabeza del NKVD, y quien llegase a ser la mano derecha del fallecido líder supremo de la URSS.
Por este motivo la enciclopedia directamente eliminó inmediatamente en la segunda edición la biografía de Beria, frente a un aparente o supuesto pedido abrumador por parte del público soviético, pidiéndoles que "cortasen y que destruyesen" el hasta entonces completo y vasto artículo de tres páginas dedicado a Beria (el cual, obviamente, era favorable a dicho exlíder) y que, para no descompaginar el texto restante de la enciclopedia, expandiesen en su lugar tres artículos adyacentes (aparentemente no muy relevantes en sí mismos), sobre "Friedrich Wilhelm von Bergholz" (un cortesano en la Rusia del siglo XVIII), el mar de Bering, y el "Obispo Berkeley" respectivamente. En realidad, esa afirmación era muy poco creíble, ya que la libertad en el flujo de información era virtualmente inexistente en la URSS, especialmente en los  años inmediatamente previos al supuesto hecho en cuestión. Por lo tanto, resultaba muy poco probable que los lectores soviéticos, a poco de la muerte de Stalin, se manifestasen personalmente al pedir la degradación de Lavrenti Beria en la Gran Enciclopedia Soviética. 
Además, los tres artículos que supuestamente los lectores pidieron ampliar no parecían, por sí mismos, tener una gran importancia en especial para el lector soviético. Lo que más bien sucedía es que a partir de entonces el nuevo régimen pretendía fingir que Beria sencillamente no había existido, por lo que directamente las nuevas autoridades procedían a eliminarlo de la historiografía oficial soviética.
Para abril de 1954 la biblioteca de la Universidad de California ya había recibido esta edición "corregida".
Esta clase de modificaciones eran usuales en la GES cuando se trataba se personajes soviéticos del pasado reciente, pues en tanto la edición era patrocinada por el régimen soviético, debía obligatoriamente manifestar las versiones históricas «oficiales» aprobadas por la jefatura de turno. Un ejemplo evidente fue el artículo referido a Nikolái Bujarin, el cual varió grandemente a lo largo de las tres ediciones, cambiando de la denigración oficial hacia todas sus acciones e ideas en la primera edición (hecha bajo el régimen de Stalin) a una apreciación mucho menos condenatoria en la última edición.

## Ediciones adaptadas a las distintas repúblicas de la antigua URSS
Obviamente, la Gran Enciclopedia Soviética se publicó en ruso, el gran idioma nacional o lingua franca de la antigua URSS. Sin embargo, este idioma era hablado nativamente por el 60 % de la población de ese gigantesco Estado multinacional, por lo que el ente estatal editor también desarrolló versiones, un poco más pequeñas, en las lenguas de las entonces diferentes antiguas repúblicas soviéticas que abarcaban al restante 40 % de la población. Como era de esperarse, los idiomas más hablados (como el ucraniano), dispondrían primero de sus ediciones respectivas, que a su vez, también eran más extensas que las de las demás lenguas minoritarias (como los bálticos, o algunas del Asia Central, de origen directamente no eslavo, como el kirguís y el tayiko). Nótese asimismo que las repúblicas bálticas (Estonia, Letonia y Lituania, anexadas por la fuerza por Stalin en 1940 como consecuencia del pacto nazi-soviético (Ribbentrop-Mólotov), siempre han usado el abecedario latino, lo que se ve reflejado en sus ediciones específicas. Por su parte, las enciclopedias armenia y georgiana, hicieron uso de sus tradicionales alfabetos, que nada tienen que ver con el cirílico.
| Título original                     | Transliteración (en caso de aplicarse) | Título en castellano o español             | Número de volúmenes | Años de publicación |
| ----------------------------------- | -------------------------------------- | ------------------------------------------ | ------------------- | ------------------- |
| Українська радянська енциклопедія   | Ukraïns'ka radyans'ka entsiklopediya   | Enciclopedia Soviética Ucraniana           | 17                  | 1959-1965           |
| Беларуская савецкая энцыклапедыя    | Belaruskaya savietskaya entsyklapedyya | Enciclopedia Soviética Bielorrusa          | 12                  | 1969-1975           |
| Қазақ кеңес энциклопедиясы          | Qazaq keñes entsiklopediyasy           | Enciclopedia Soviética Kazaja              | 10                  | 1972-1978           |
| Ўзбек совет энциклопедияси          | Uzbek soviet entsiklopediyasi          | Enciclopedia Soviética Uzbeka              | 14                  | 1971-1980           |
| Lietuviškoji tarybinė enciklopedija | -                                      | Enciclopedia Soviética Lituana             | 10                  | 1976-1985           |
| Latvijas padomju enciklopēdija      | -                                      | Enciclopedia Soviética Letona              | 11                  | 1981-1988           |
| Eesti nõukogude entsüklopeedia      | -                                      | Enciclopedia Soviética Estonia             | 8                   | 1968-1976           |
| Енчиклопедия советикэ молдовеняскэ  | Enciclopedia sovietică moldovenească   | Enciclopedia Soviética Moldava             | 8                   | 1970-1981           |
| Азәрбајҹан Совет Енсиклопедијасы    | Azərbaycan Sovet Ensiklopediyası       | Enciclopedia Soviética Azerbaiyana o azerí | 10                  | 1976-1987           |
| Түркмен совет энциклопедиясы        | Türkmen sowet ensiklopediýasy          | Enciclopedia Soviética Turcomena           | 10                  | 1974-1989           |
| Кыргыз Совет Энциклопедиясы         | Kyrgyz Soviet Entsiklopediyasy         | Enciclopedia Soviética Kirguís             | 6                   | 1976-1980           |
| Энциклопедияи советии тоҷик         | Entsiklopediyai sovietii tochik        | Enciclopedia Soviética Tayika              | 8                   | 1978-1988           |
| ქართული საბჭოთა ენციკლოპედია        | kartuli sabch'ota encik'lop'edia       | Enciclopedia Soviética Georgiana           | 12                  | 1975-1987           |
| Հայկական սովետական հանրագիտարան     | Haykakan sovetakan hanragitaran        | Enciclopedia Soviética Armenia             | 13                  | 1974-1987           |

## Traducciones a idiomas extranjeros

### Edición en inglés

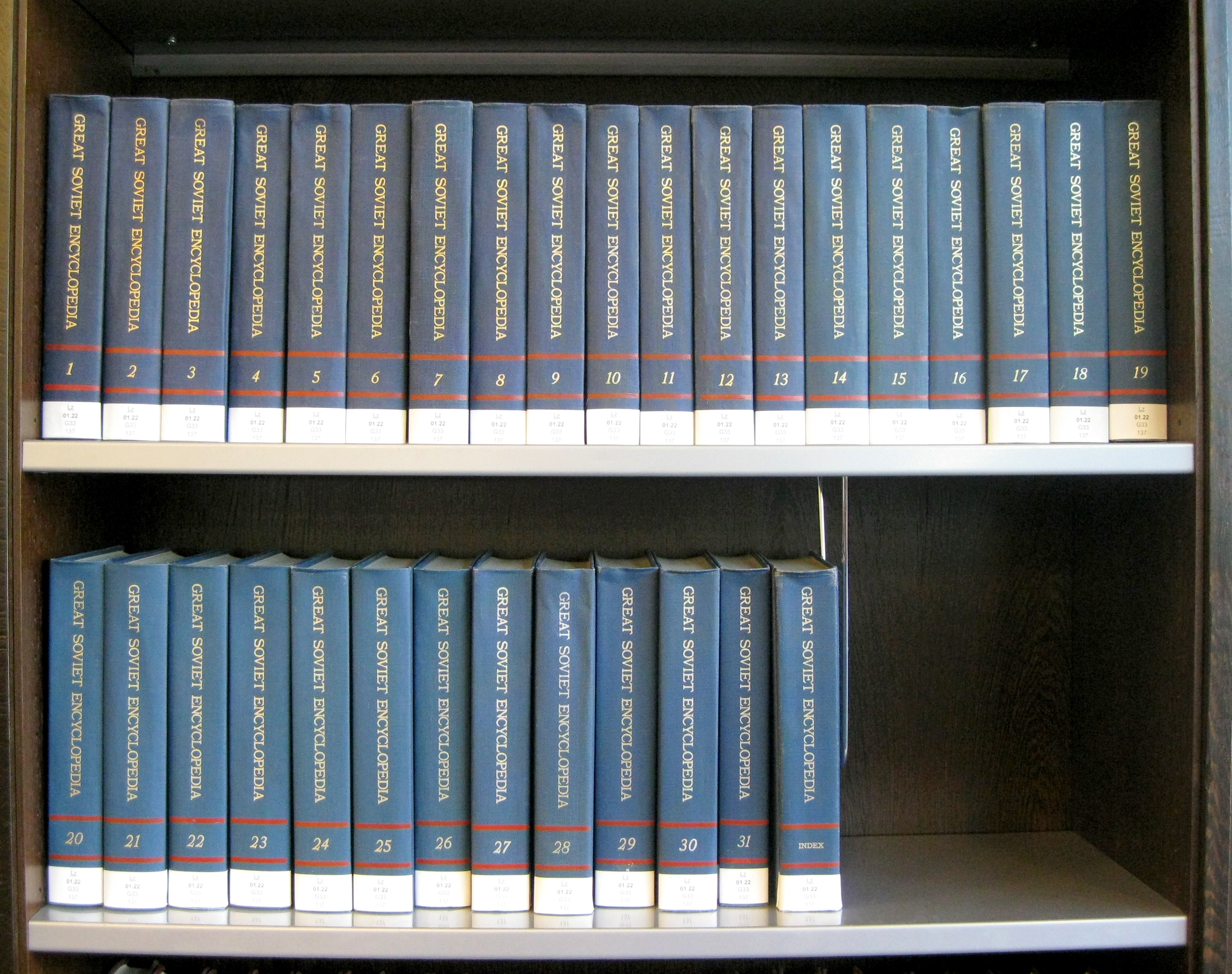
Versión en inglés de la Gran Enciclopedia Soviética.

Entre 1974 y 1983, la editorial Macmillan publicó una traducción de los 31 volúmenes de la Gran Enciclopedia Soviética al inglés. Cada volumen sería traducido en forma independiente y separada, lo que solía dar lugar a algunas pequeñas inconsistencias. 
No obstante, no todos los artículos fueron traducidos, y las que incluían un notable sesgo antiestadounidense, eran marcados como tales, sin traducirse. Después de todo, la URSS tenía como ideología oficial, el marxismo-leninismo y este debía ser la base para todo análisis en lo relacionado con la historia, la geografía, la economía, y las ciencias sociales en general. Tan solo las denominadas «ciencias puras», como la física, la química y la matemática lograban escapar a la influencia ideológica.
Ello explicaba que los artículos referidos a Estados Unidos tuviesen un previsible sesgo antinorteamericano, no solo debido a la ideología oficial de la Unión Soviética, sino a las propias tensiones derivadas de la Guerra Fría. Nótese, no obstante, que la tercera edición en ruso fue originalmente redactada en un período (1969-1978) de relativa distensión (détente en francés) o «coexistencia pacífica» entre ambas superpotencias militares antagónicas, más allá de la previa Primavera de Praga (agosto de 1968), del empantanamiento militar de los EE. UU. en Vietnam y de la posterior intervención soviética en Afganistán (diciembre de 1979).

### Edición en griego
Aunque tal vez pueda parecer sorprendente, el griego fue el segundo idioma  extranjero al que fue parcialmente traducida la Gran Enciclopedia Soviética. Entre 1977 y 1983 se publicaron 34 volúmenes. No obstante, los traductores expandieron todos los artículos que estaban relacionados con Grecia, a su notable historia y cultura, así como a su sociedad. Asimismo, cientos de entradas adicionales fueron agregadas, básicamente relacionadas al mundo helénico. En particular, a la traducción del artículo original en ruso sobre Grecia se lo acompañó por otro mucho más extenso, elaborado por los propios editores griegos.
Finalmente, en 1989, se agregó un volumen adicional, el cual cubría hechos y eventos históricos de la década de 1980 (la cual, dicho sea de paso, trajo notables cambios político-económicos en la propia Unión Soviética, que en parte terminarían precipitando su colapso).